# Molippa tangerinii
Molippa tangerinii är en fjärilsart som beskrevs av Lemaire 1977. Molippa tangerinii ingår i släktet Molippa och familjen påfågelsspinnare. Inga underarter finns listade i Catalogue of Life.